# Jezero Mono
38° 01′ 00″ С; 119° 00′ 34″ З / 38.0165908° С; 119.0093116° З
Mono Lake je veliko, plitko slano jezero u Mono Okrugu Kalifornija. Ono je formirano pre više od 760.000 godina kao terminalno jezero u slivu koji nema izlaz na okean. Usled nedostatka izlaza, rastvorene soli se sakupljaju u jezeru, te je ono veoma alkalno i slano.
Ovo pustinjsko jezero ima neobično produktivan ekosistem baziran na artemia rakovima koji uspevaju u slanoj vodi. Oni omogućavaju postojanje kritičnog staništa za gneždenje kolonije od dva miliona migratornih ptica godišnje. Jezero Mono je poznato po tome što sadrži GFAJ-1, štapićastu ekstremofilnu vrstu bakterija koja ima sposobnost metabolizovanja obično otrovnog elementa arsena.

## Literatura
- Harris, S.L. (2005). Fire Mountains of the West: The Cascade and Mono Lake Volcanoes. Mountain Press. ISBN 978-0-87842-511-2.
- Miller, C.D.;  . (1982). „Potential hazards from future volcanic eruptions in the Long Valley-Mono Lake area, east-central California and southwest Nevada : a preliminary assessment”. U.S. Geological Survey Circular 877. Reston, Virginia: U.S. Geological Survey.
- Morgan, James (16. 2. 2009). „Alien life 'may exist among us': Mono Lake in the US is home to arsenic-fuelled microbes”. BBC NEWS – Science & Environment. Приступљено 22. 2. 2009.
- Tierney, Timothy (2000). Geology of the Mono Basin (revised изд.). Lee Vining, California: Kutsavi Press, Mono Lake Committee. ISBN 978-0-939716-08-1.

## Spoljašnje veze
- Jezero Mono
- Tufa državni rezervat